# Louteridium mexicanum
Louteridium mexicanum är en akantusväxtart som först beskrevs av Henri Ernest Baillon, och fick sitt nu gällande namn av Standley. Louteridium mexicanum ingår i släktet Louteridium och familjen akantusväxter. Inga underarter finns listade i Catalogue of Life.